# Casa della Regina Margherita

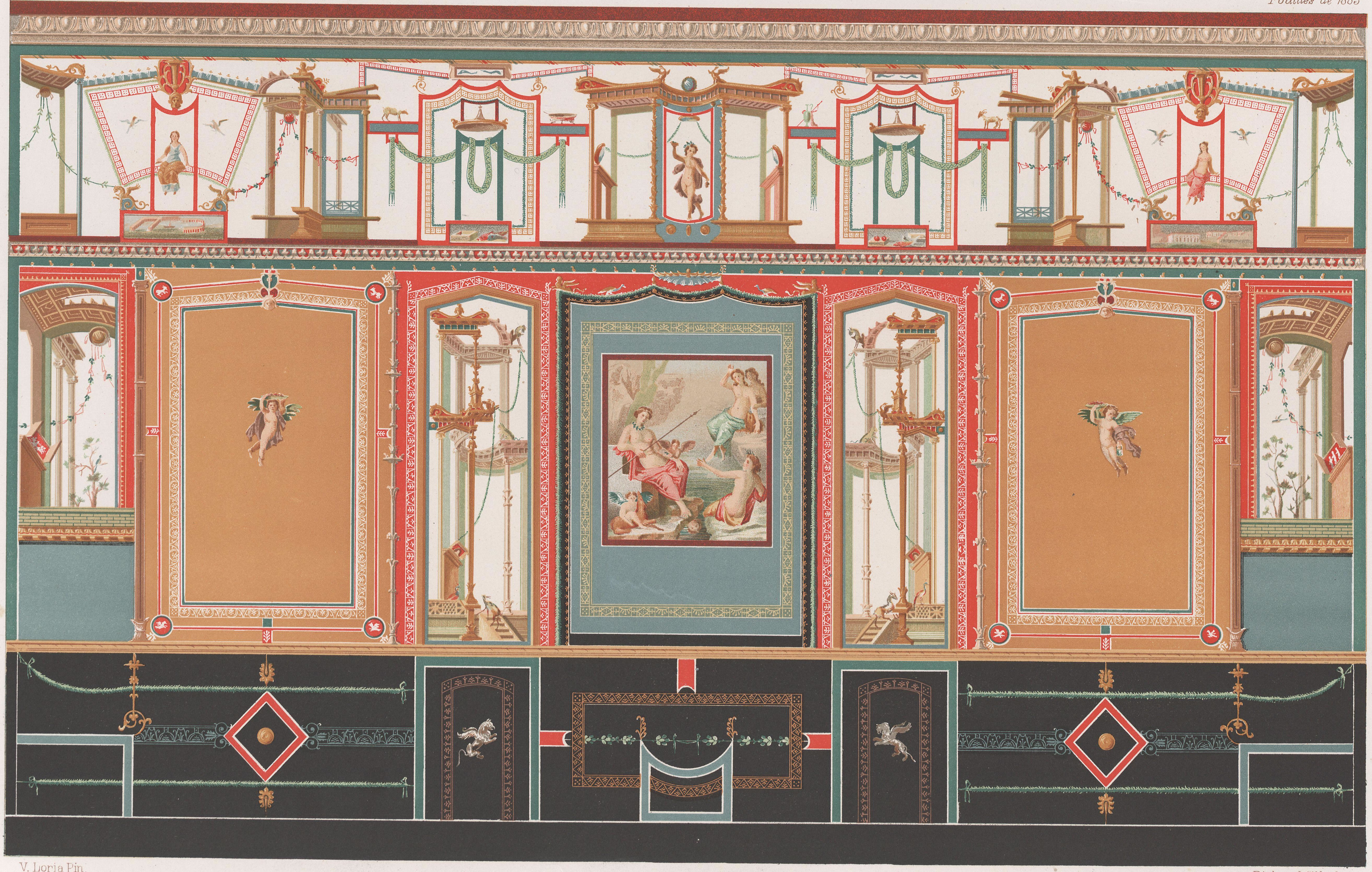
Wand im 4. Stil mit Adonis (oder Narzissos) als zentrales Bild

Die Casa della Regina Margherita (Haus der Königin Margarethe) befindet sich in Pompeji (V 2, 1) und wurde 1883 ausgegraben und bei Bombardierungen im Zweiten Weltkrieg stark beschädigt. Das Haus war einst reich im 4. Stil ausgemalt. Es ist nach Königin Margarethe von Italien benannt, die bei den Ausgrabungen vor Ort war.

## Das Haus
Das Haus hat einen Eingangsbereich mit diversen Räumen, was eher ungewöhnlich ist. Es folgt das Atrium und im hinteren Teil der Anlage befindet sich ein Garten. Zahlreiche Räume waren einst ausgemalt. Besonders schön sind die Malereien in den beiden Triclinien, die aufwendige Architekturen im 4. Stil zeigen mit diversen zentralen Bildern, von denen nur noch ein Teil erhalten ist. 
Zu diesen Wandgemälden gehören:
- Poseidon und seine Geliebte (heute zerstört),[1]
- Danaë und der Goldregen,[2]
- Marsyas und Olympos.[3]
- Adonis (oder Narkissos) im Triclinium.[4]
- Leda (heute zerstört)[5]

Lawrence Richardson Jr. schrieb das Bild des Adonis dem Iphigenia-Maler zu, während er das Bild der Danaë dem Adone Ferito-Maler zuordnet.

## Galerie

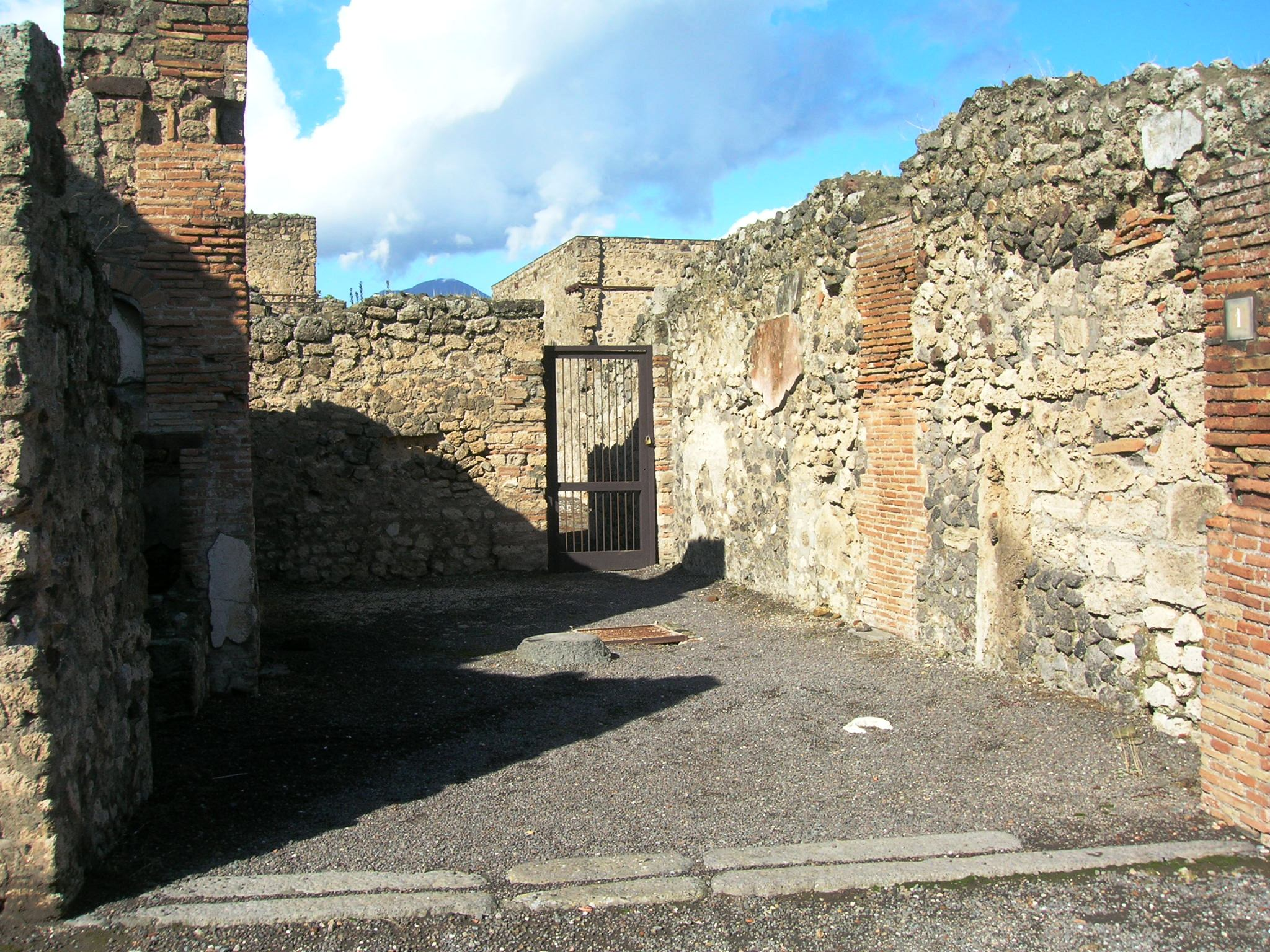
Ruinen des Hauses
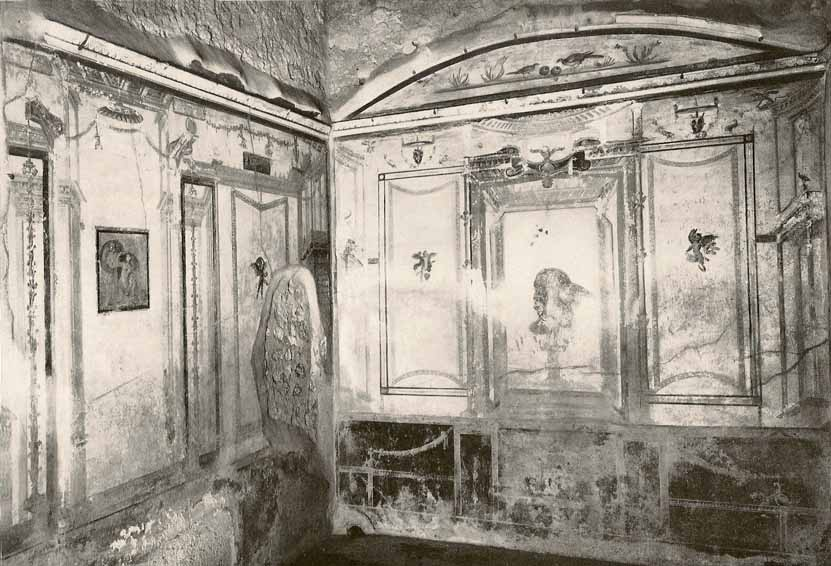
Malereien im 4. Stil (vor der Zerstörung im 2. Weltkrieg)
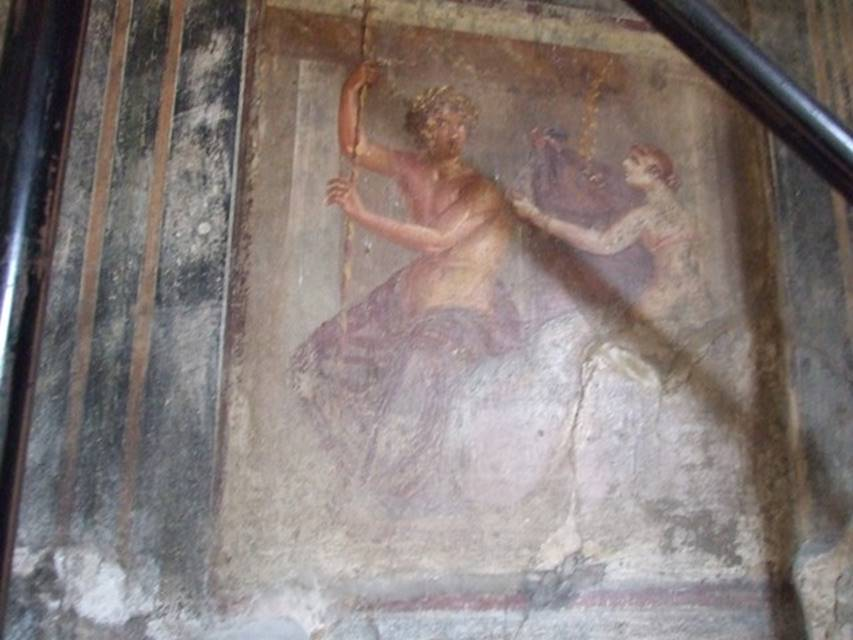
Danaë und der Goldregen